# Автомобильный ленд-лиз в СССР
Поставки автомобилей, мотоциклов и другой специальной техники в СССР в годы Второй мировой войны со стороны союзников по антигитлеровской коалиции — США, Великобритании и Канады осуществлялись в рамках общей помощи в соответствии с законом США о ленд-лизе. Объём и номенклатура поставок ежегодно уточнялись и согласовывались в рамках четырёх специальных Протоколов, первый из которых был подписан в сентябре 1941 года. Количество поставленной автомобильной техники оценивается советскими и российскими источниками в более чем 310 тысяч единиц. Американские и британские исследователи указывают поставки в числе 411 тысяч единиц прибывших из США и 9853 автомобиля из Великобритании и Канады.
Автомобильная техника прибывала в СССР всеми тремя основными направлениями поставок по ленд-лизу: северными морскими конвоями через Мурманск и Архангельск, тихоокеанскими морскими поставками с дальнейшим перегоном через всю азиатскую часть СССР железнодорожными эшелонами, а также самым безопасным маршрутом через страны Персидского залива — Иран и Ирак. Первые партии ленд-лизовских автомобилей прибыли в СССР из Великобритании в ноябре 1941 года, первые автомобили из США прибыли в январе 1942 года. Автомобили поставлялись как в собранном виде, так и в виде машинокомплектов; последующая сборка автомашин из них производилась в СССР, а также в Иране и Ираке (в перевалочных пунктах так называемого «Персидского коридора»).

## Номенклатура поставок

### Производства США
| Обозначение                             | Изображение         | Краткое описание | Год начала выпуска  | Производитель                                       | Прибыло в СССР, шт.                                |                     |
| Грузовые автомобили                     | Грузовые автомобили | Грузовые автомобили | Грузовые автомобили | Грузовые автомобили                                 | Грузовые автомобили                                | Грузовые автомобили |
| --------------------------------------- | ------------------- | --- | ------------------- | --------------------------------------------------- | -------------------------------------------------- | ------------------- |
| Studebaker US6                          |                     | В СССР поставлялись автомобили полноприводных (6х6) и заднеприводных (6х4) модификаций. Основным маршрутом поставки машинокомплектов Студебеккеров был Персидский коридор, на территории Ирана и Ирака размещались сразу три автосборочных предприятия. На шасси US6 монтировались подавляющее большинство советских систем залпового огня — знаменитых «Катюш» БМ-13, БМ-8-48, БМ-31-12. Кроме грузовых модификаций, ставших одним из основных средств передвижения пехотных частей и буксировки полевой артиллерии Красной армии, на базе студебеккеров также производились многочисленные модификации топливозаправщиков, полевых ремонтных мастерских, радиостанций и первых советских радиолокационных станций. | 1941                | Studebaker Corporation                              | 187900                                             |                     |
| Chevrolet G7107/G7117                   |                     | Полноприводные грузовики класса 4х4 стали одними из первых ленд-лизовских автомобилей Красной армии и использовались для перевозки личного состава и буксировки полевой артиллерии, но с увеличением поставок более мощных Студебеккеров, Шевроле стали чаще использоваться для грузовых перевозок к линии фронта, а с освобождением территории СССР — всё чаще передаваться для строительно-восстановительных и сельскохозяйственных работ в тылу. | 1939                | Chevrolet                                           | 47700                                              |                     |
| Форд-6 (Ford 2G8T/G8T)                  |                     | Поступившие в СССР зимой 1941—1942 годов автомобили Форд-6 были легче в освоении водителями и ремонтными бригадами РККА, так как сохраняли частично узлы и агрегаты производившихся в стране лицензионных ГАЗ-АА и ЗиС-101. Автомобили 2G8T прибывали в сборе, сборка модернизированной модели G8T с 1943 года производилась на предприятиях СССР, большей части на ГАЗе | 1941                | Ford                                                | более 80000                                        |                     |
| Додж-WF32                               |                     | Сборка Доджей WF32 для СССР велась в Иране в 1942—1944 годах, откуда они своим ходом перегонялись через Азербайджан. В 1944 году СССР отказался от поставок данной модели в пользу Форда-6 с целью большей унификации техники в войсках. | 1939                | Dodge                                               | 9600                                               |                     |
| GMC CCKW                                |                     | Основной грузовик американской армии, и у союзников, и в СССР имел прозвище «Джимми». В СССР поступал в ограниченном количестве, так как считался более требовательным к качеству горюче-смазочных материалов, а также к покрытию основных дорог. Тем не менее, поставленные шасси служили базой для боевых машин БМ-13, в СССР также было поставлено 82 самосвала на базе CCKW. | 1940                | GMC                                                 | 8700                                               |                     |
| International M-5H-6                    |                     | Полноприводные 6х6 или заднеприводлные 6х4 автомобили М5-6 и М-5Н-6 использовались в СССР в качестве шасси для гвардейских миномётов и в качестве бортовых грузовиков для перевозки грузов и личного состава РККА. На их базе также были построены заказанные СССР шнеково-роторные снегоочистители для аэродромов и магистральных дорог. | 1941                | International Harvester                             | 3080                                               |                     |
| Marmon-Herrington НН6-4                 |                     | Полноприводные длиннобазные версии грузовиков на базе агрегатов Ford с укороченными капотами поступили в СССР с самыми первыми северными конвоями из Великобритании в виде машинокомплектов. Их сборка была произведена на Горьковском автозаводе, все автомобили были использованы для монтажа на их шасси гвардейских реактивных миномётов БМ-13-16 и БМ-8-48. | 1940                | Marmon-Herrington                                   | 473                                                |                     |
| Тягачи и специальные шасси              |                     | |                     |                                                     |                                                    |                     |
| Mack NR-series                          |                     | Фирма Mack Trucks в начале 1940-х годов выпустила серию большегрузных тягачей NR-серии — NR1—NR20, использовавшихся в качестве транспортёров танков и другой тяжелой военной техники, на их базе строили передвижные командные пункты. В СССР они стали поставляться с 1944 года после начала ликвидации американских автосборочных предприятий в Иране. | 1940-е              | Mack Trucks                                         | 1941                                               |                     |
| Diamond-T                               |                     | 12-тонные тягачи Т-980/981 для буксировки 45-тонных полуприцепов поступали в СССР начиная с 1943 года . | 1940-е              | Diamond T Company                                   | 471 в РККА и несколько сотен для тыловых перевозок |                     |
| Federal 604/REO 28XS                    |                     | Основным предназначением многоцелевых шасси в СССР была перевозка и эвакуация танков и САУ, для чего 198 автомобилей были оснащены специализированными полуприцепами. | 1942                | Federal Motor Truck Company / REO Motor Car Company | 234                                                |                     |
| Autocar U8144T                          |                     | Специализированное шасси было предназначено для инженерных подраздлений РККА для перевозки специального оборудования, понтонов и секций сборно-разборных мостов. | 1941                | Autocar Company                                     | 42                                                 |                     |
| Ward LaFrance M1A1 Model 1000           |                     | Специализированный ремонтно-эвакуационный автомобиль Ward LaFrance M1A1 представлял собой передвижную механическую мастерскую со сварочными аппаратами и краном, грузоподъёмностью в 6 тонн. | 1940-е              | Ward LaFrance Truck Corporation                     | 100                                                |                     |
| Легковые внедорожные автомобили (джипы) |                     | |                     |                                                     |                                                    |                     |
| Виллис                                  |                     | Первые джипы Бантам-RC-40 (около 600 машин) поступили в СССР уже в октябре 1941 года. Весной 1942 года началась поставка автомобилей Willys — ранних МА и знаменитых Willys MB. В СССР большая часть автомобилей Виллис поступила в виде машинокомплектов, сборку которых производили на заводах Омска и Коломны. | 1941                | Willys-Overland                                     | 52000                                              |                     |
| Додж WC-51 («Додж три-четверти»         |                     | Основной изначальной задачей «доджей» в РККА была буксировка лёгких полевых орудий и боеприпасов, но позднее они стали универсальной рабочей лошадкой связистов, сапёров, разведчиков, медицинских подразделений. Прозвище «Додж-три четверти» родилось из-за номинальной грузоподъёмности автомобиля в 750 килограмм (три четверти тонны). | 1939                | Dodge                                               | 25200                                              |                     |
| Автомобили-амфибии                      |                     | |                     |                                                     |                                                    |                     |
| Ford GPA                                |                     | Амфибия была создана на базе внедорожника «Виллис», оснащалась кузовом понтонного типа и сохраняла всё узлы базового авто — двигатель, КПП, мосты и колёса. Для движения по воде был предусмотрен гребной винт и водный руль с приводом от основного рулевого колеса. Автомобили поступали на вооружение отдельных моторизованных батальонов ОСНАЗ (всего было сформировано 11 батальонов) и принимали участие в преодоление водных преград на завершающем этапе войны. | 1941                | Ford                                                | более 3000                                         |                     |
| DUKW-353                                |                     | Амфибия DUKW была создана на базе грузового шасси GMC CCKW-352/353, также поступавшего в СССР по программе ленд-лиза, и была унифицирована с ним по подавляющему числу узлов и компонентов. Для движения на воде был предусмотрен гребной винт и руль лодочного типа. Имелись лебедка самовытаскивания и водооткачивающие средства. Помимо форсирования речных преград данная амфибия могла применяться и в морских десантных операциях. | 1942                | General Motors                                      | 586                                                |                     |
| Тракторы                                |                     | |                     |                                                     |                                                    |                     |
| M1 Heavy Tractor                        |                     | Построенные на базе сельскохозяйственных тракторов Caterpillar D6 и D7 и Allis-Chalmers HD-10DW, армейские тракторы М1 использовались в качестве тягачей для тяжёлых артиллерийских систем, в частности — для буксировки 203-мм гаубиц Б-4 и 152-мм пушек Бр-2. |                     | Caterpillar                                         | 1000                                               |                     |
| M5 (артиллерийский тягач)               |                     | При размещении заказа специалисты ГАУ рассчитывали использовать тягач М5 для буксировки тяжёлых артиллерийских систем, входящих в резерв Верховного главнокомандования. Испытания показали, что мощность двигателя, а также сцепление гусениц при движении по обледенелому грунту, ограничивают использование тягача буксировкой 152-мм гаубиц-пушек МЛ-20 и не может использоваться для более тяжелых систем | 1942                | International Harvester                             | 200                                                |                     |
| Мотоциклы                               |                     | |                     |                                                     |                                                    |                     |
| Harley-Davidson WLA                     |                     | Большинство поступивших в СССР мотоциклов собирались на заводах в Москве и Серпухове, где дооснащались отечественной мотоколяской М-72 и дополнительным задним сиденьем. | 1942                | Harley-Davidson                                     | 26670                                              |                     |
| Indian 741B                             |                     | Военная модель 741В не пользовалась популярностью ни в армии союзников, ни в СССР, где к ней выдвигались претензии к чересчур жестким требованиям к качеству топлива. | 1940                | Indian                                              | 5000                                               |                     |